# Можейки-Корженівські
Можейки-Корженівські та Можейки-Корженевські (пол. Możejko-Korzeniowski) — польські та українські шляхетські роди гербу Вага.

## Історія
Засновником роду вважається шляхтич Тишко Ходкевич Кореневський, що згадується 1496 р. у Бересті та був убитий Юрієм Пацем.
Мав чотирьох синів: Петра, Івашка, Потея та Мажейка. Від цих братів пішли роди Ходкевичів, Потіїв, Воловичів, Корженівських, Можейко-Корженівських та інших. Нащадки роду Кореневських (Koreniewski, Korzeniewski, Koroniewski) в пізнішій українській транскрипції записувались як Коренівський, Кореньовський, Короневський, Корінівський, Корженівський, Коженівський, Коренчевський, Корінчевський тощо.
Тишко успадкував та був власником с. Кореневе, Ківатичи, Можейки та інших поблизу Юрківщини біля Кам'янця Литовського, на Берестейщині. 
Відомий Владислав Можейко-Корженівський (Możejko-Korzeniowski), чашник з 1705 р. і ротмістр кавалерії Речі Посполитої. Одержав в оренду Благовку 1705 р., в економії Могільц. 
Антоній Можейко-Корженівський, син Адама, нар. 1748 р. від Катерини Потій, мав синів: Осипа, Яна та Михайла.
Осип був призначений у 1776 р. генеральним ад'ютантом Литовської польова булави, залишив сина Людвіка, який із сином Яном і двоюрідними братами, підтвердив своє дворянство в Києві у 1848 році.
Ян, син Антонія, капітан армії Речі Посполитої, з уродженою Петронелоб Лещинською, мав синів: Олександра та Францішека.
Михайло, третій син Антонія, від Маріанни Годлевської, мав сина Юзефа, народився 1774, що був одружений з Катериною Тишковською, від якої мав синів: Казимира нар. 1818 та Олександр, нар. 1821. Вона ідентифікаційній картці вказали своїм гербом Наленч (родовий герб іншої гілки Корженівських), що не узгоджується з прізвищем Можейко, які мали герб Вага.
Відомий також чиновник, що перейшов за службу Російській імперії Ігнатія Станіславовича Можейко-Корженівського (1850-1916). Його дружина - Ганна Іванівна, уроджена Поліванова (1852-1915). Їхня дочка — Олександра Ігнатівна (1874—1947), вийшла заміж за чиновника і дворянина Михайла Івановича Оловянішникова (1872—1942), що за законами польської шляхетської геральдики дало право роду Оловянішникових мати два герби: герб Вага (Можейко) та родовий герб Оловянішникових.

## Опис герба
У блакитному полі обернений рогами вниз півмісяць, через який проходить восьмираменний хрест, кінця місяця загнуті донизу. Цю фігуру перетинають лінії з'єднані між собою поперечною рисою. По обидва боки два трикутними верхом вниз. Посередині між ними, у просторі, що залишається між зазначеними лініями, міститься стилізований герб Корчак.